# 湖南新闻联播
《湖南新闻联播》（英語：HunanTV News）是一档由湖南广播电视台新闻中心制作的一档新闻资讯类节目。前称《电视新闻》（1970年10月1日-1971年）、《湖南新闻》（1971年-1986年2月）。是湖南电视台开播的第一个电视栏目。《湖南新闻联播》以重要时政、重大新闻、主题性报道为主，同时注重新闻资讯、服务和舆论监督。

## 播出时间
《湖南新闻联播》通常每天18:30在湖南卫视首播直播，其板块《卫视气象站》（由湖南省气象局制作）原来在《湖南新闻联播》结束后播出，2012年起改为在《湖南新闻联播》结束前播出。
当日19:00在湖南国际频道（长城平台版）延时播出（剪去片尾并改为国际频道自己的版权页）；22:10在湖南爱晚频道（完整播出）、次日02:00在湖南都市频道（剪去片尾）、次日06:30在湖南经视（剪去片头和片尾）重播，以及次日07:00在湖南卫视（完整播出）、湖南爱晚频道（完整播出）、湖南国际频道（省内版）（剪去片尾并改为国际频道自己的版权页）同时重播。重播版均剪去《卫视气象站》板块。
另外，郴州广播电视台新闻综合频道每天18:30转播湖南卫视《湖南新闻联播》。
此外，金鹰纪实卫视在2016年1月1日上星之前也曾在每晚22:30重播《湖南新闻联播》。
2020年9月30日，湖南广播电视台启用全新4K超高清新闻演播厅（湖南卫视《午间新闻》和《湖南新闻联播》使用）。
2021年11月19日，《湖南新闻联播》开始增设手语主播，并取消全程的新闻跑马灯。

## 主播
自2021年11月19日起，该节目实施三主播制度，包含一男一女两名新闻主播及一名手语主播。

### 现任主播
- 男：魏哲浩、孫璞、万欣
- 女：熊琪、刘梦娜、劉佳穎

### 现任手语主播
- 何礼、江浪、王倩、徐理、曾礼嫄、张晶、邹湘

### 前任主播
- 张丹丹（已转幕后）